# مارینوس قدیس
مارینوس قدیس یا سنت مارینوس، بنیان‌گذار سن مارینو، قدیمی‌ترین جمهوری موجود در جهان است. بنا بر روایات مارینوس نخست به حرفهٔ سنگ‌تراشی در جزیرهٔ راب در سوی دیگر دریای آدریاتیک در کرواسی امروزی مشغول بود اما هنگامی که دیوکلتیان، امپراتور وقت روم فرمان به دستگیری و آزار و اذیت مسیحیان داد از آنجا گریخت. او که خود فردی مسیحی بود در کسوت یک دیکون تحت امر گاودنتیوس از ریمینی قرار گرفت تا آنکه زنی مجنون او را شوهر گمشدهٔ خود نامید و مارینوس با فرار به کوه تیتانو گوشه‌نشینی اختیار کرده و به عبادت مشغول شد. او در آنجا صومعه و کلیسایی کوچک را ساخت و سن مارینوی امروزی کم‌کم شکل گرفت. مارینوس بعدتر از سوی کلیسای کاتولیک روم تقدیس شد و روز ۳ سپتامبر به‌عنوان روز مقدس او نام گرفت. این روز همچنین یک تعطیلی رسمی در سن مارینو است.
بنا بر روایات، سنت مارینوس در زمستان سال ۳۶۶ درگذشت. آخرین سخنان او پیش از مرگش چنین بود: «من امروز شما را آزاد از آن دو مرد ترک می‌کنم». این جملهٔ اسرارآمیز احتمالاً اشاره‌ای است به امپراتور و پاپ که مارینوس تصمیم گرفت خود را از قدرت سرکوبگرانهٔ آن‌ها دور سازد. این تأکید بر آزادی الهام‌بخشی همیشگی برای جمهوری کوچک سن مارینو بوده‌است.